# Jani Urdinow
Jani Urdinow (ur. 28 marca 1991 w Mechelen) – macedoński piłkarz belgijskiego pochodzenia występujący na pozycji obrońcy. Wychowanek Mechelen, jako junior występował także w PSV Eindhoven oraz Rodzie JC. W 2011 roku został zawodnikiem macedońskiego Rabotnički, by po roku przejść do litewskiego Rabotnički. Na początku 2013 roku związał się z bośniackim Željezničarem. 23 stycznia 2014 roku podpisał półroczny kontrakt z Widzewem. Ma za sobą grę w młodzieżowych reprezentacjach Belgii i Macedonii. W 2012 roku zadebiutował w seniorskiej kadrze tego drugiego kraju.